# Wallesau
Wallesau (fränkisch: Wallisau) ist ein Gemeindeteil der Kreisstadt Roth im Landkreis Roth (Mittelfranken, Bayern). Die Gemarkung Wallesau liegt teils auf dem Gemeindegebiet von Roth, teils auf dem Gemeindegebiet von Georgensgmünd. Sie hat eine Fläche von 19,084 km² und ist in 2807 Flurstücke aufgeteilt, die eine durchschnittliche Fläche von 6798,65 m² haben. In ihr liegen neben dem namensgebenden Ort die Gemeindeteile Mauk, Obermauk und Wernsbach.

## Geografie
Das Pfarrdorf liegt etwa 6,5 km südlich von Roth. Östlich des Ortes entspringt der Wallersbach, ein linker Zufluss der Roth. 750 m östlich liegt der „Steiner Weiher“, der als Badeweiher mit Campinggelegenheit genutzt werden kann. Er wird durch den Lochbach gespeist, der als rechter Zufluss in den Wallersbach mündet. Der Ort befindet sich in einer Lichtung eines größeren, zusammenhängenden Waldgebietes, im Süden die „Stockach“ genannt, im Südwesten das „Heiligenholz“, im Westen „Schönleben“, im Nordwesten „Bergkerbe“, im Norden „In der Heide“, im Nordosten das „Feuerholz“, im Osten der „Vogelherd“ und das „Frauenholz“, im Südosten der „Speichwald“. Zwei Kilometer südlich befindet sich der „Rötenberg“ (429 m ü. NHN).
Die Kreisstraße RH 7 führt nach Eckersmühlen zur Staatsstraße 2220 (3,7 km nordöstlich) bzw. zur Bundesstraße 2 bei Wernsbach (2,3 km südwestlich). Die Kreisstraße RH 34 führt nach Laffenau (3,4 km südlich). Eine Gemeindeverbindungsstraße verläuft nach Obersteinbach an der Haide (2,4 km nordwestlich).

## Geschichte
Die Gründung von Wallesau lässt sich nicht genau datieren. Mit einiger Sicherheit gab es bereits im 11./12. Jahrhundert eine Kapelle mit dem Patrozinium auf St. Gunthildis. Die Grundherren des gesamten Gebietes einschließlich von Wallesau waren zunächst die Herren von Pappenheim. In einer nicht genau datierbaren Urkunde (wohl vor 1300), in der der Kauf zahlreicher Höfe durch Nürnberger Patrizier bestätigt wurde, wurde der Ort als „Walhensau“ erstmals erwähnt.
Die Bedeutung des Ortsnamens lässt sich nicht sicher klären. Bislang wurden zwei Theorien vertreten:
1. Ableitung aus dem Lateinischen von „vallis“ (= Tal), wofür auch die mundartliche Bezeichnung Wallisau sprechen würde, und Aue. Diese Namensableitung kann jedoch angezweifelt werden: Zwar liegt der Ort an einem Gewässer, aber er ist mit dem gesamten Umland ziemlich ebenerdig.
2. Ableitung von der germanischen Bezeichnung für die Kelten, Walhos, mit dem im übertragenen Sinne auch Personen bezeichnet wurden, die fremdländisch aussahen (Walh). Das führt zur Bedeutung „Aue des Fremden“.[9][2][10]

1381 wurde von einer Fehde der Herren von Stein mit der Reichsstadt Nürnberg berichtet, in deren Folge mehrere Höfe in Flammen aufgingen.
Um 1441 ließ Albrecht Achilles, der damalige Markgraf von Ansbach, an Stelle der alten Kapelle die neue St. Marienkirche errichten. Eine Welle von Stiftungen an das Marienkirchlein ermöglichte es, dass ab 1451 in ihr die Frühmesse gehalten werden konnte. 1461 kamen Abgaben von zwei Gütern zu Uttenhofen und 1469 von zwei Gütern zu Rittersbach und Abgaben zu Schönbrunn dazu.
Der Bau dieser Kirche dürfte weniger religiös, sondern vielmehr politisch motiviert gewesen sein, denn dadurch erlangte Brandenburg-Ansbach gegenüber Bayern-Landshut bzw. später Pfalz-Neuburg das Hoheitsrecht des Kirchtagschutzes in Wallesau. Darüber kam es zum Streit, der 1517 vertraglich so geregelt wurde, dass beide Fürstentümer jährlich abwechselnd das Hoheitsrecht ausüben durften.
Gemäß dem 16-Punkte-Bericht des Oberamtes Roth von 1608 gab es in Wallesau 19 Anwesen. Grundherren waren das Gotteshaus Roth (8 Anwesen), das Gotteshaus Hilpoltstein (2 Anwesen), das Pflegamt und Schloß Hilpoltstein (5 Anwesen), die Reichsstadt Nürnberg (3 Anwesen) und Bamberg (1 Anwesen).
Im Dreißigjährigen Krieg zerstörten Kroaten Oktober 1633 aus dem kaiserlichen Heer Wallesau bis auf Kirche und Mesnerhaus und entwendeten alle drei Kirchenglocken. 1653 trafen die ersten oberösterreichischen Glaubensflüchtlinge ein und bauten die Ortschaft wieder auf. 1660 begann die Instandsetzung der Kirche mit den drei Altären.
Nach 1700 entbrannte ein Streit um die Herrschaft über Wallesau zwischen dem Pflegamt Hilpoltstein der Reichsstadt Nürnberg und dem ansbachischen Oberamt Roth. 1730 wurde – mit Unterstützung der Markgräfin von Ansbach – die Kirchengemeinde zu einer selbständigen Pfarrei aufgewertet, die sie bis heute noch ist. 1756 ermöglichte das Fürstentum Ansbach den Neubau der Kirche, der im Markgrafenstil gehalten wurde. Zur Gemeinde gehörte zunächst das 1780 errichtete Wallersbach. Dieses gehörte bereits gegen Ende des 18. Jahrhunderts zu Eckersmühlen.
Gegen Ende des 18. Jahrhunderts gab es in Wallesau 29 Anwesen. Das Hochgericht übte das brandenburg-ansbachische Oberamt Roth aus. Die Dorf- und Gemeindeherrschaft hatten das brandenburg-ansbachische Kastenamt Roth und das pfalz-bayerische Kastenamt Hilpoltstein im jährlichen Wechsel inne. Grundherren waren das Kastenamt Roth (13 Anwesen dahin steuerbar und der Kirche Wallesau gült-, zins- und handlohnbar: 6 Halbhöfe, 4 Köblergüter, 1 Gut mit Tafernwirtschaft, 2 Gütlein), Pfalz-Bayern (12 Anwesen; Kastenamt Hilpoltstein: 2 Halbhöfe, 1 Köblergut, 1 Gut mit Tafernwirtschaft, 2 Gütlein; Pfarrei Möning: 1 Halbhof, 1 Gütlein; Obere Pfarrei Bamberg: 2 Ganzhöfe, 2 Halbhöfe), das Landesalmosenamt der Reichsstadt Nürnberg (1 Ganzhof) und Nürnberger Eigenherren (von Dilherr: 1 Schmiedgütlein; von Haller: 2 Halbhöfe). Neben den Anwesen gab es noch kirchliche Gebäude (Pfarrkirche, Pfarrwiddum) und kommunale Gebäude (Schule, Hirtenhaus). 1804 gab es im Ort 24 Anwesen, von denen 10 Brandenburg-ansbachisch und 14 teils pfalz-bayerisch, teil nürnbergisch waren.
Von 1797 bis 1808 unterstand der Ort dem Justiz- und Kammeramt Roth. 1806 kam Wallesau an das Königreich Bayern. Im Rahmen des Gemeindeedikts wurde 1808 der Steuerdistrikt Wallesau gebildet, zu dem Mauk, Obermauk und Wernsbach gehörten. 1811 entstand daraus die Ruralgemeinde Wallesau. Sie war in Verwaltung und Gerichtsbarkeit dem Landgericht Pleinfeld (1858 in Landgericht Roth umbenannt) zugeordnet und in der Finanzverwaltung dem Rentamt Spalt (1919 in Finanzamt Spalt umbenannt). Ab 1862 gehörte Wallesau zum Bezirksamt Schwabach (1939 in Landkreis Schwabach umbenannt). Die Gerichtsbarkeit blieb beim Landgericht Roth (1879 in Amtsgericht Roth umbenannt), seit 1970 ist das Amtsgericht Schwabach zuständig. 1932 wurde das Finanzamt Spalt aufgelöst. Seitdem gehörte Wallesau zum Sprengel des Finanzamtes Schwabach. Die Gemeinde hatte 1964 eine Fläche von 19,114 km².
Im Zuge der Gebietsreform in Bayern wurde die Gemeinde Wallesau am 31. Dezember 1971 aufgelöst: Der Gemeindeteil Wallesau wurde nach Roth eingegliedert, die übrigen Gemeindeteile nach Georgensgmünd.
Wallesau hat bis heute seine bäuerliche Struktur behalten und sich daher nicht sonderlich vergrößert.

### Baudenkmäler
In Wallesau gibt es zehn Baudenkmäler:
- Steinkreuz nördlich von Wallesau
- Badstr. 3: Zugehörige Fachwerkscheune
- Badstr. 3: Wohnstallhaus
- Eckersmühlener Str. 3: Evang.-luth. Kirche
- Eckersmühlener Str. 5: Ehemaliges Schulhaus
- Eckersmühlener Str. 7: Pfarrhaus
- Eckersmühlener Str. 9: Wohnstallhaus
- Heidecker Str. 2: Bauernhaus
- Steinbacher Str. 8: Wohnstallhaus
- Steinbacher Str. 13/15: Bauernhof

### Bodendenkmäler
In der Gemarkung Wallesau gibt es ein Bodendenkmal.

### Einwohnerentwicklung
Gemeinde Wallesau
| Jahr      | 1818   | 1840   | 1852   | 1855   | 1861   | 1867   | 1871   | 1875   | 1880   | 1885   | 1890   | 1895   | 1900   | 1905   | 1910   | 1919   | 1925   | 1933   | 1939   | 1946   | 1950   | 1952   | 1961   | 1970   |
| Einwohner | 438    | 416    | 472    | 496    | 516    | 524    | 494    | 443    | 487    | 483    | 494    | 485    | 443    | 445    | 419    | 426    | 442    | 410    | 409    | 557    | 515    | 471    | 437    | 423    |
| Häuser    | 78     | 82     |        |        |        |        | 97     |        |        | 100    | 101    |        | 99     |        |        |        | 96     |        |        |        | 99     |        | 101    |        |
| Quelle    | [ 22 ] | [ 23 ] | [ 24 ] | [ 24 ] | [ 25 ] | [ 26 ] | [ 27 ] | [ 28 ] | [ 29 ] | [ 30 ] | [ 31 ] | [ 24 ] | [ 32 ] | [ 24 ] | [ 33 ] | [ 24 ] | [ 34 ] | [ 24 ] | [ 24 ] | [ 24 ] | [ 35 ] | [ 24 ] | [ 17 ] | [ 36 ] |

Ort Wallesau
| Jahr      | 001818 | 001840 | 001861 | 001871 | 001885 | 001900 | 001925 | 001950 | 001961 | 001970 | 001987 | 002013 | 002018 |
| Einwohner | 203    | 174    | 203    | 210    | 187    | 154    | 175    | 211    | 161    | 160    | 135    | 147    | 161    |
| Häuser    | 36     | 38     |        |        | 42     | 39     | 38     | 36     | 38     |        | 41     |        |        |
| Quelle    | [ 22 ] | [ 23 ] | [ 25 ] | [ 27 ] | [ 30 ] | [ 32 ] | [ 34 ] | [ 35 ] | [ 17 ] | [ 36 ] | [ 37 ] |        | [ 1 ]  |

## Religion
Wallesau ist Sitz der Pfarrei St. Maria und seit der Reformation evangelisch-lutherisch geprägt. Die Katholiken sind nach Maria Aufnahme in den Himmel (Roth) gepfarrt.